# Tallard
Tallard ist eine französische Gemeinde im Département Hautes-Alpes in der Region Provence-Alpes-Côte d’Azur. Sie ist der Hauptort (französisch bureau centralisateur) des Kantons Tallard im Arrondissement Gap. Die Bewohner nennen sich Tallardiens.

## Geographie
Tallard grenzt im Norden an Châteauvieux und Lettret, im Osten und Südosten an Venterol, im Süden an Curbans, im Südwesten an La Saulce, im Westen an Fouillouse und Sigoyer sowie im Nordwesten an Neffes.
Das Dorf befindet sich auf 604 m. Das Gemeindegebiet wird von der Durance und ihrem Zufluss Rousine durchquert.

## Bevölkerungsentwicklung
| Jahr      | 1962 | 1968 | 1975 | 1982 | 1990 | 1999 | 2004 | 2006 | 2009 | 2018 |
| --------- | ---- | ---- | ---- | ---- | ---- | ---- | ---- | ---- | ---- | ---- |
| Einwohner | 935  | 1063 | 1092 | 1155 | 1187 | 1298 | 1746 | 1837 | 1943 | 2246 |

## Sehenswürdigkeiten
- Schloss, Monument historique
- Kirche Saint-Grégoire, Monument historique

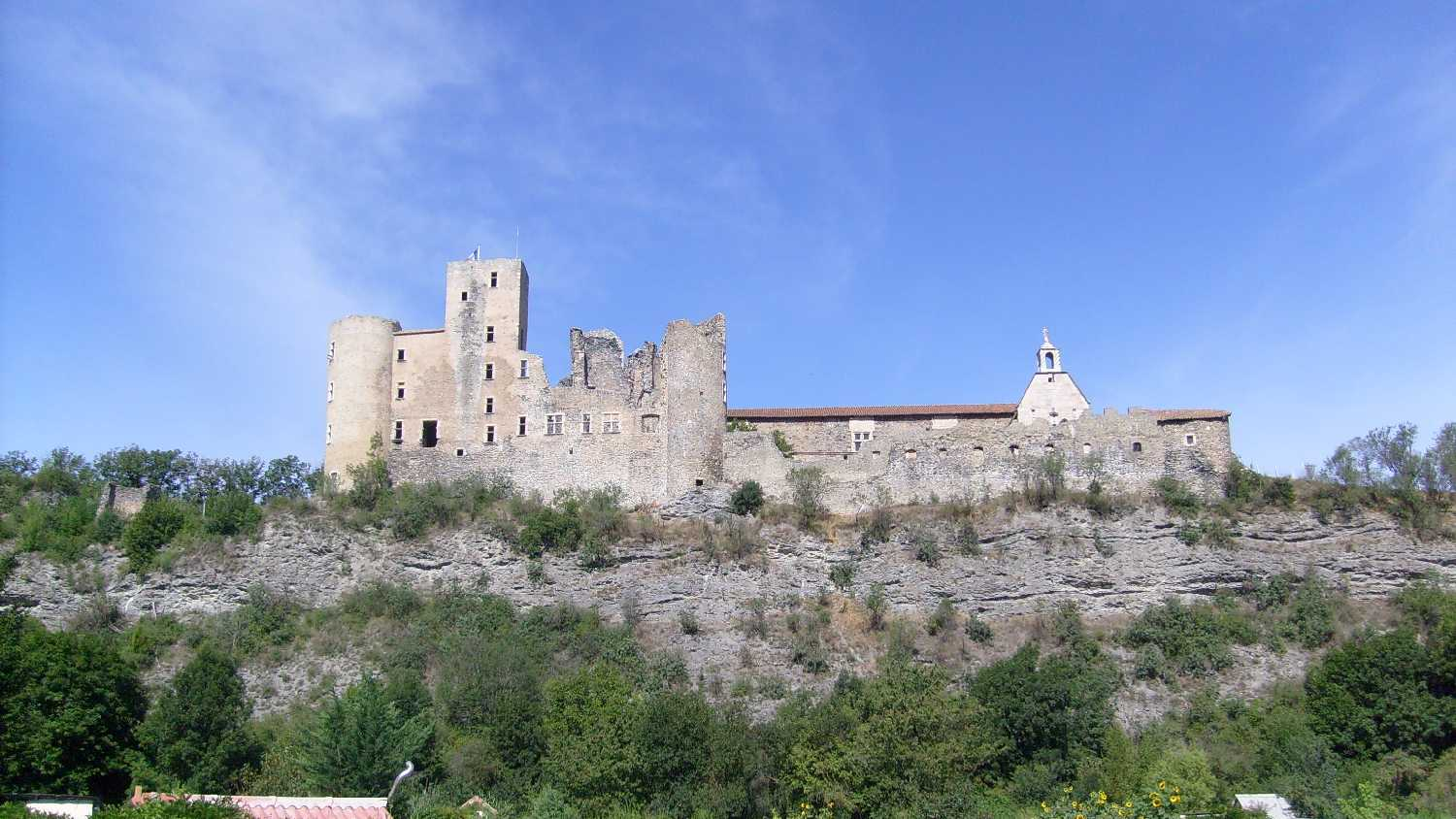
Château de Tallard
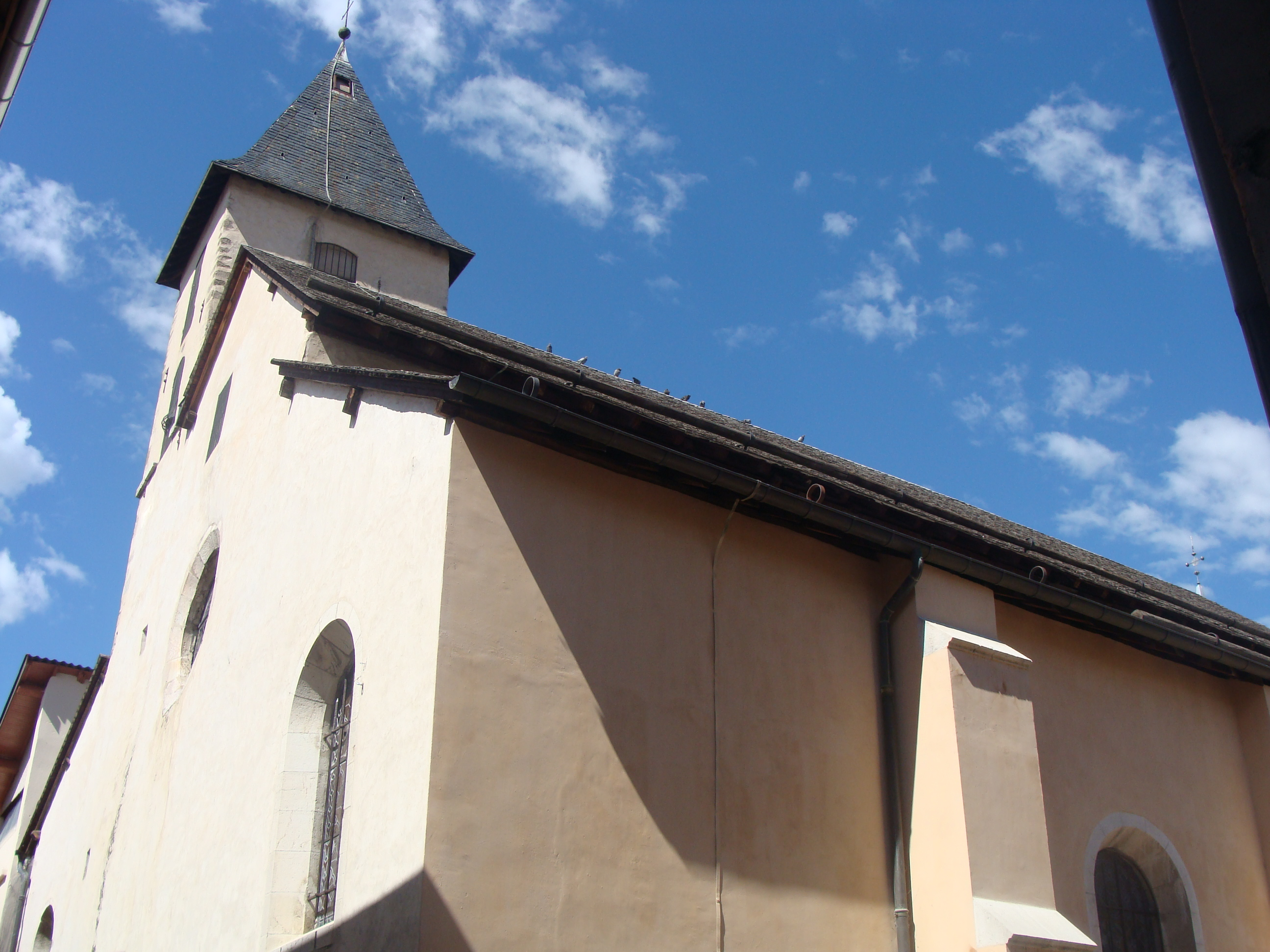
Kirche Saint-Grégoire
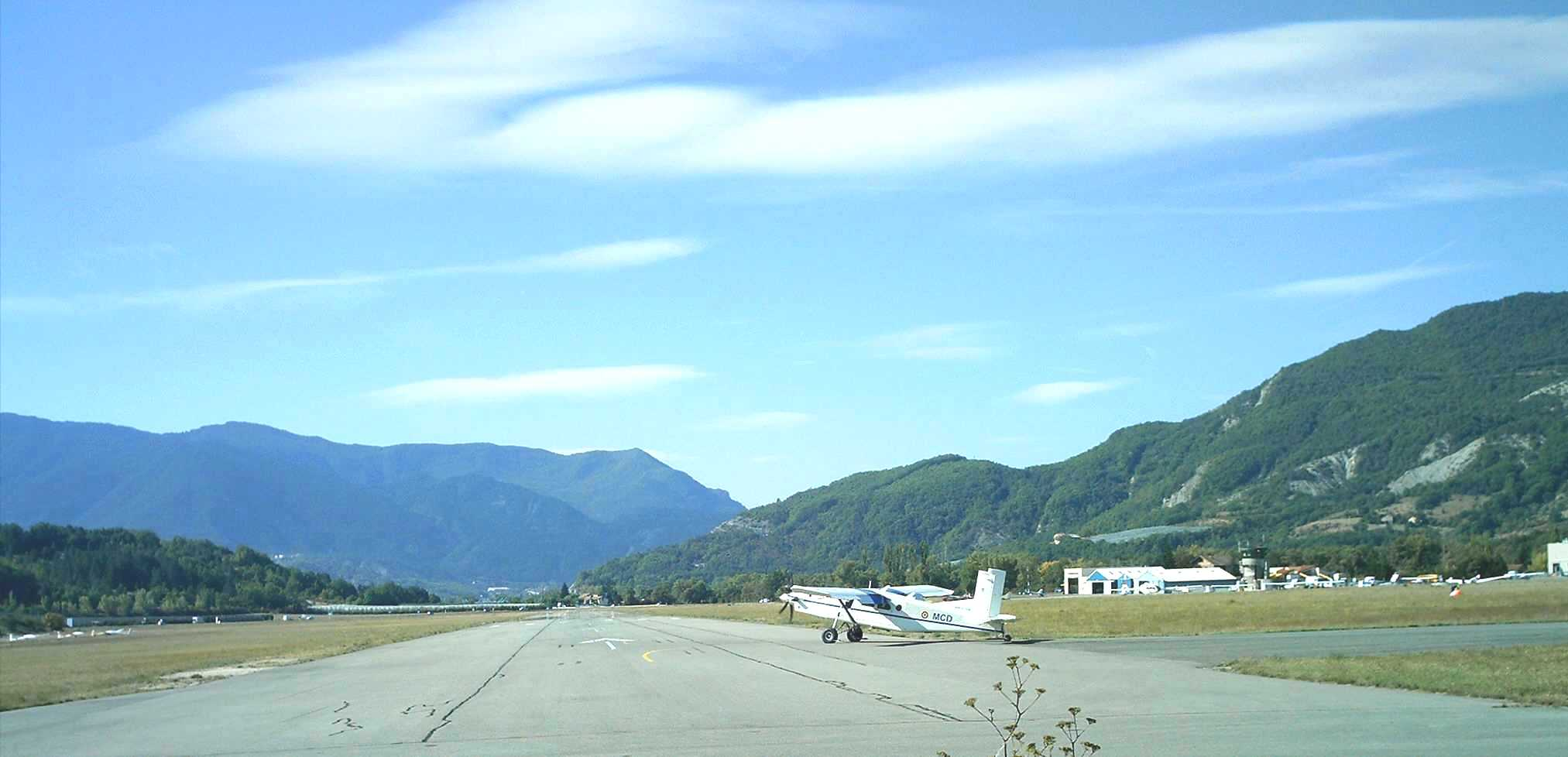
Flugplatz von Tallard
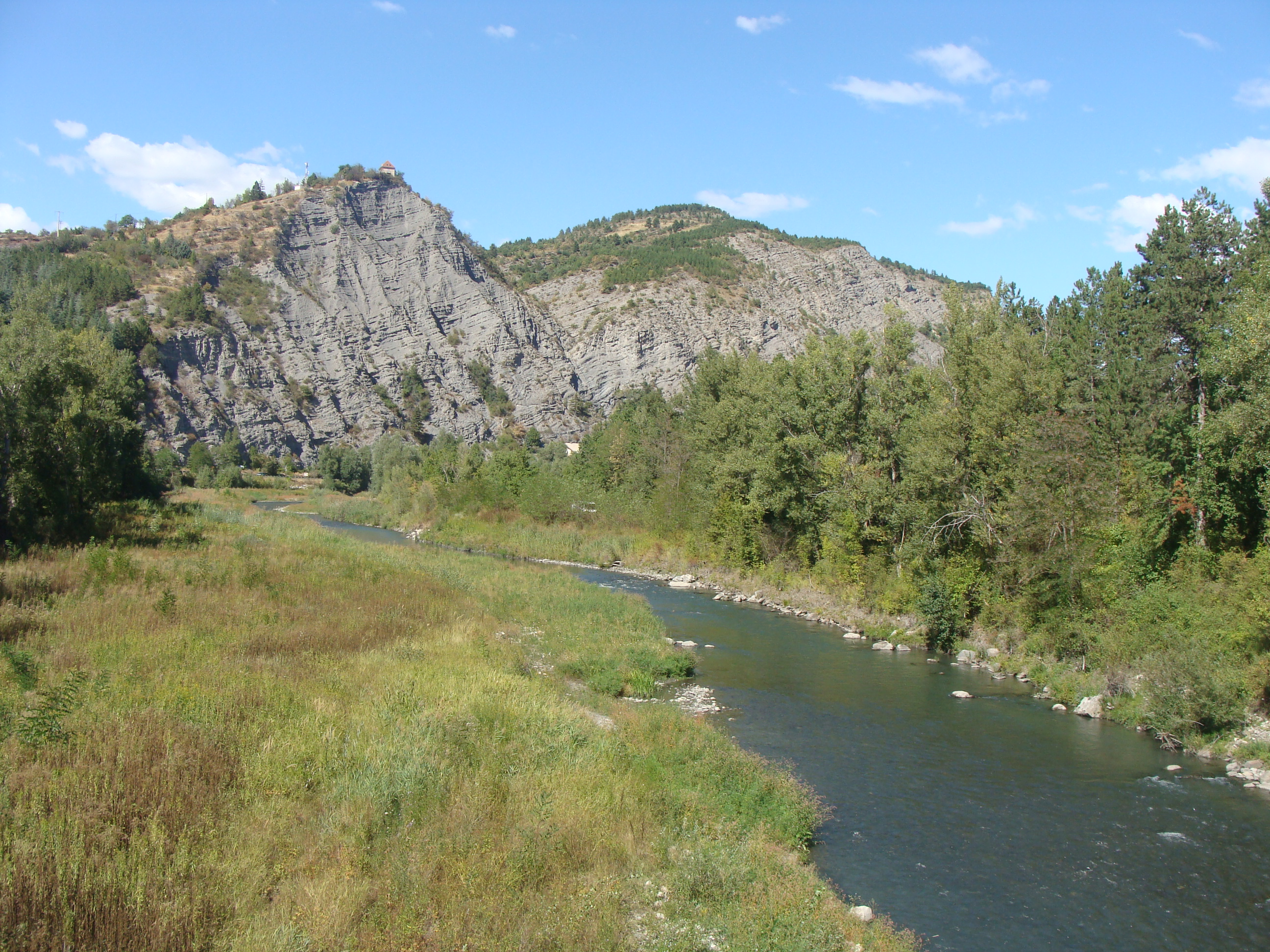
Die Durance bei Tallard